# Грязи-Воронежские
Гря́зи-Воро́нежские — участковая железнодорожная станция в городе Грязи Липецкой области, крупнейшая по пассажиропотоку станция Липецкой области, принимающая пассажиров в том числе из Липецка. Станция относится к Мичуринскому региону Юго-Восточной железной дороге.
Расположена на пересечении направлений Москва — Мичуринск — Грязи — Лиски — Россошь — Миллерово — Лихая — Ростов-на-Дону и Смоленск — Брянск — Орёл — Елец — Липецк — Грязи — Поворино — Волгоград. Линии на Елец, Лиски и Мичуринск двухпутные и электрифицированые переменным током, тогда как линия на Поворино однопутная и обслуживается тепловозами, вследствие чего у поездов, следующих по этой линии, в Грязях предусмотрена смена вида тяги.

## История
Железнодорожное движение на линии Рязань — Козлов (ныне Мичуринск) открылось 4 сентября 1866 года. Тогда же заложили первый камень на месте будущей станции Грязи-Воронежские.
Первый вокзал на этой станции был построен в январе 1868 года. Он представлял собой деревянный дом с мезонином II класса (12,5 × 4,75 сажени). При нём была деревянная платформа длиной 90 и шириной 2,5 сажени.
Пути располагались только с северной стороны. На первом этаже размещались общий зал I и II классов, телеграф, багажная, буфет, кухня, кассы. На втором — квартира начальника станции.
Однако почти сразу стало ясно, что это здание слишком маленькое для железнодорожного узла, который к лету 1868 года обслуживал Козлово-Воронежскую и Елецко-Грязинскую железные дороги. Поэтому уже в 1870 году к действующему дому добавили одноэтажную деревянную постройку (12 × 5 саженей), то есть площадь была увеличена в два раза. Тем не менее для пассажиров и новый вокзал был неудобен.
К 1875 году количество путей на Грязях-Воронежских увеличилось за счёт прокладки дополнительных с южной стороны. Тогда в Петербурге уже создавали проект нового вокзала, который был утверждён 17 мая 1880 года. Строительство началось не на месте старого здания, а рядом, что потребовало перепланировки путей. Работы завершили в начале 1883 года. Император Александр III назвал новый вокзал одним из лучших на всей железнодорожной сети России. В ночное время здание освещалось сотнями газовых рожков. Для этих целей поблизости был построен газовый завод. Вокзал видел на своём веку немало знаменитостей, здесь бывали Г. И. Успенский, А. М. Горький, Г. В. Плеханов. Л. Н. Толстой любил пить чай на этом вокзале. Несколько раз вокзал принимал лауреата Нобелевской премии писателя И. А. Бунина, приезжавшего повидать сестру Марию Алексеевну, бывшую замужем за помощником машиниста Ласкоржевским.
В 1905 году грязинские железнодорожники поддержали Всероссийскую политическую стачку. Особенно активно вели себя телеграфисты, которые принимали и моментально распространяли телеграммы от рабочих и служащих других станций страны, призывы к объединению, к борьбе за право и свободу. В здании железнодорожного вокзала неоднократно проходили собрания и митинги, здесь заседал забастовочный комитет. 12 декабря 1905 года были арестованы двадцать активных участников забастовки. Среди них находились делегаты, вернувшиеся из Воронежа, там проходил съезд Юго-Восточного железнодорожного союза, где участвовали грязинцы М. Р. Туркин, И. М. Зверев, С. Г. Алексеев, Г. В. Прилепский и А. И. Помазуев. На другой день схватили ещё 5 человек. Всех их под конвоем отправили в Козлов. 17 декабря забастовка была подавлена.
24 августа 1917 года на станции был убит деморализованными солдатами князь Б. Л. Вяземский.
6 сентября 1919 года посёлок захватили мамонтовцы, которые хозяйничали здесь два неполных дня. За это время они нанесли ущерб Грязям на сумму 847 648 рублей.
В годы Великой Отечественной войны на станцию Грязи немецкие фашисты сбросили 351 бомбу, 189 жителей города и района погибли и ещё 369 человек были ранены во время бомбардировок железнодорожного узла.
15 апреля 1984 года был открыт проложенный под путями подземный пешеходный переход, прежде здесь был надземный. Его тоннель строился методом продавливания, что позволило не останавливать движение поездов. По некоторым данным, кривизна и дополнительная лестница примерно на полпути объясняется ошибкой маркшейдеров. Переход соединяет платформы станции с автовокзалом и одной из центральных площадей Грязей.

## Пассажирское движение

### Поезда дальнего следования
Станция имеет железнодорожную связь с Астраханью, Москвой (Казанский, Павелецкий, Курский вокзалы), Волгоградом, Ростовом-на-Дону, Печорой, Архангельском, Костромой, Воркутой, Лабытнангами, Белгородом, Балашовом, Тамбовом, Нальчиком, Новороссийском, Анапой, Санкт-Петербургом (Московский вокзал), Лисками, Адлером, Владикавказом, Воронежем, Баку, Ташкентом, Брестом, Ставрополем, Сочи, Мурманском, Нижним Новгородом, Сосногорском, Череповцом, Новосибирском, Симферополем, Душанбе, Худжандом, Кисловодском, Назранью, Грозным, Петрозаводском, Уфой.
По графику 2022/2023 годов через станцию курсируют следующие поезда дальнего следования:
| Круглогодичное обращение поездов   | Круглогодичное обращение поездов | Круглогодичное обращение поездов   | Круглогодичное обращение поездов |
| № поезда                           | Маршрут движения                 | № поезда                           | Маршрут движения                 |
| ---------------------------------- | -------------------------------- | ---------------------------------- | -------------------------------- |
| 1 «Волгоград»                      | Волгоград — Москва               | 2 «Волгоград»                      | Москва — Волгоград               |
| 3 «Кавказ»                         | Кисловодск — Москва              | 4 «Кавказ»                         | Москва — Кисловодск              |
| 7                                  | Севастополь — Санкт-Петербург    | 8                                  | Санкт-Петербург — Севастополь    |
| 11 «Анапа — Москва»                | Анапа — Москва                   | 12 «Анапа — Москва»                | Москва — Анапа                   |
| 15                                 | Волгоград — Москва               | 16                                 | Москва — Волгоград               |
| 19 «Премиум»                       | Ростов-на-Дону — Москва          | 20 «Премиум»                       | Москва — Ростов-на-Дону          |
| 27 «Таврия 2 этажный»              | Симферополь — Москва             | 28 «Таврия 2 этажный»              | Москва — Симферополь             |
| 29 «Премиум»                       | Новороссийск — Москва            | 30 «Премиум»                       | Москва — Новороссийск            |
| 33 «Осетия»                        | Владикавказ — Москва             | 34 «Осетия»                        | Москва — Владикавказ             |
| 35 «Северная Пальмира 2-этажный»   | Адлер — Санкт-Петербург          | 36 «Северная Пальмира 2-этажный»   | Санкт-Петербург — Адлер          |
| 55                                 | Баку — Москва                    | 56                                 | Москва — Баку                    |
| 61                                 | Нальчик — Москва                 | 62                                 | Москва — Нальчик                 |
| 70/69                              | Липецк — Москва                  | 70/69                              | Москва — Липецк                  |
| 77                                 | Ставрополь — Москва              | 78                                 | Москва — Ставрополь              |
| 79                                 | Адлер — Архангельск              | 80                                 | Архангельск — Адлер              |
| 87                                 | Адлер — Нижний Новгород          | 88                                 | Нижний Новгород — Адлер          |
| 89                                 | Волгоград — Санкт-Петербург      | 90                                 | Санкт-Петербург — Волгоград      |
| 99                                 | Кисловодск — Нижний Новгород     | 100                                | Нижний Новгород — Кисловодск     |
| 101 «Адлер — Москва»               | Адлер — Москва                   | 102 «Адлер — Москва»               | Москва — Адлер                   |
| 103 «Адлер — Москва (Двухэтажный)» | Адлер — Москва                   | 104 «Адлер — Москва (Двухэтажный)» | Москва — Адлер                   |
| 123                                | Белгород — Новосибирск           | 124                                | Новосибирск — Белгород           |
| 125                                | Новороссийск — Москва            | 126                                | Москва — Новороссийск            |
| 145 «Ингушетия»                    | Назрань — Москва                 | 146 «Ингушетия»                    | Москва — Назрань                 |
| 305                                | Сухум — Москва                   | 306                                | Москва — Сухум                   |
| 308/307                            | Барановичи — Саратов             | 308/307                            | Саратов — Барановичи             |
| 319                                | Куляб — Москва                   | 320                                | Москва — Куляб                   |
| 329                                | Душанбе — Москва                 | 330                                | Москва — Душанбе                 |
| 349                                | Ташкент — Москва                 | 350                                | Москва — Ташкент                 |
| 359                                | Худжанд — Москва                 | 360                                | Москва — Худжанд                 |
| 377                                | Новороссийск — Москва            | 378                                | Москва — Новороссийск            |
| 381                                | Грозный — Москва                 | 382                                | Москва — Грозный                 |
| 737 «Двухэтажный состав»           | Воронеж — Москва                 | 738 «Двухэтажный состав»           | Москва — Воронеж                 |
| 739 «Двухэтажный состав»           | Воронеж — Москва                 | 740 «Двухэтажный состав»           | Москва — Воронеж                 |

| Сезонное обращение поездов | Сезонное обращение поездов   | Сезонное обращение поездов | Сезонное обращение поездов   |
| № поезда                   | Маршрут движения             | № поезда                   | Маршрут движения             |
| -------------------------- | ---------------------------- | -------------------------- | ---------------------------- |
| 151                        | Анапа — Москва               | 152                        | Москва — Анапа               |
| 155                        | Анапа — Москва               | 156                        | Москва — Анапа               |
| 187                        | Новороссийск — Архангельск   | 188                        | Архангельск — Новороссийск   |
| 201                        | Адлер — Москва               | 202                        | Москва — Адлер               |
| 221                        | Анапа — Архангельск          | 222                        | Архангельск — Анапа          |
| 225                        | Адлер — Мурманск             | 226                        | Мурманск — Адлер             |
| 245                        | Ейск — Санкт-Петербург       | 246                        | Санкт-Петербург — Ейск       |
| 257                        | Адлер — Печора               | 258                        | Печора — Адлер               |
| 261                        | Адлер — Архангельск          | 262                        | Архангельск — Адлер          |
| 267                        | Новороссийск — Сосногорск    | 268                        | Сосногорск — Новороссийск    |
| 281                        | Адлер — Череповец            | 282                        | Череповец — Адлер            |
| 283                        | Анапа — Череповец            | 284                        | Череповец — Анапа            |
| 285                        | Новороссийск — Мурманск      | 286                        | Мурманск — Новороссийск      |
| 459                        | Адлер — Тамбов               | 460                        | Тамбов — Адлер               |
| 475                        | Адлер — Москва               | 476                        | Москва — Адлер               |
| 495                        | Адлер — Кострома             | 496                        | Кострома — Адлер             |
| 505                        | Новороссийск — Тамбов        | 506                        | Тамбов — Новороссийск        |
| 511                        | Адлер — Москва               | 512                        | Москва — Адлер               |
| 513                        | Анапа — Тамбов               | 514                        | Тамбов — Анапа               |
| 539                        | Анапа — Кострома             | 540                        | Кострома — Анапа             |
| 541                        | Адлер — Москва               | 542                        | Москва — Адлер               |
| 587                        | Имеретинский курорт — Москва | 588                        | Москва — Имеретинский курорт |

| Предыдущая станция                     | Фирменные поезда | Следующая станция                      |
| -------------------------------------- | ---------------- | -------------------------------------- |
| Мичуринск-Воронежский в сторону Москвы | Волгоград        | Жердевка в сторону Волгограда          |
| Жердевка в сторону Волгограда          | Волгоград        | Мичуринск-Воронежский в сторону Москвы |
| Мичуринск-Воронежский в сторону Москвы | Кавказ           | Воронеж-Южный в сторону Кисловодска    |
| Воронеж-Южный в сторону Кисловодска    | Кавказ           | Мичуринск-Воронежский в сторону Москвы |

### Пригородные поезда
Через станцию проходят пригородные поезда Мичуринск-Уральский — Воронеж I, Жердевка — Липецк, Воронеж I — Липецк является конечным пунктом для пригородных поездов до Мичуринска-Уральского и станций Воронеж I, Елец, Жердевка и платформа Плехановская.

## Другие станции Грязей
- Грязи-Волгоградские
- Грязи-Орловские
- Пост 474 км